# Herklotsichthys ovalis
Herklotsichthys ovalis és una espècie de peix pertanyent a la família dels clupeids.

## Descripció
- Pot arribar a fer 10 cm de llargària màxima.[4][5]

## Hàbitat
És un peix marí, pelàgic-nerític i de clima subtropical.

## Distribució geogràfica
Es troba al Pacífic occidental: la Xina i el Vietnam.

## Observacions
És inofensiu per als humans.